# Baía de Penjin

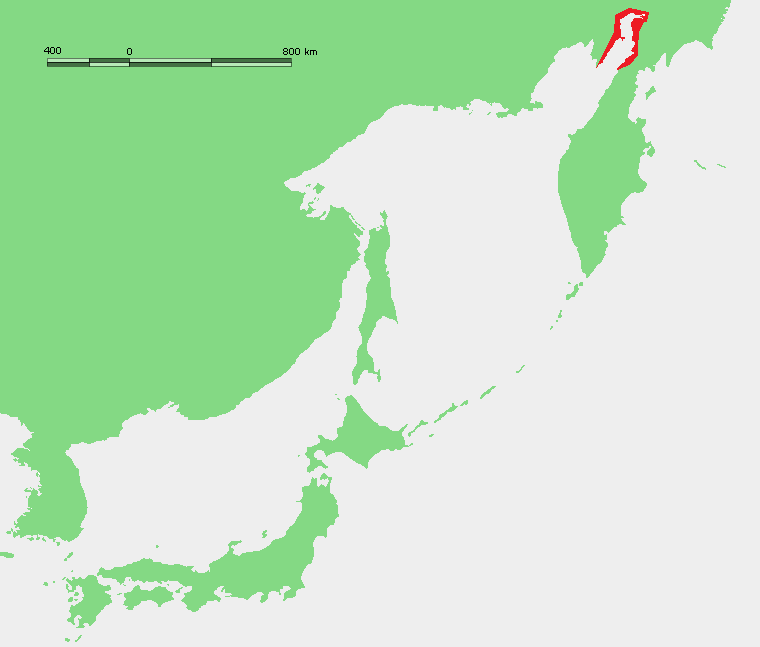
Localização da baía de Penjin, no golfo de Shelikhov

A baía de Penjin (em russo:  Пенжинская губа; Penzhinskaya Guba) é uma baía na parte norte do golfo de Shelikhov, no mar de Ocótsqui, a oeste da península de Camecháteca.

## Geografia
Tem um comprimento de 300 km e largura máxima de 65 km. Nesta baía desagua o rio Penzhina.